# 上杉景虎
上杉景虎（1554年—1579年4月19日、天文23年─天正7年3月24日），是日本戰國時代的武將，北條氏康的七男（一說是八男），原名北条三郎，別名西出堂。後成為上杉謙信的養子。

## 生平
幼名「西堂丸」（一說竹王丸），在箱根早雲寺為僧以「西出堂」為號，成為北條幻庵養子時改名「三郎」（有異說）。元龜元年（1570年）10月，越相同盟成立之際，被送到越後成為上杉輝虎（謙信）的養子，改名「上杉景虎」，後娶上杉謙信姐仙桃院之女清圓院（或稱春姬或華姬）為妻。謙信病逝後，與上杉景勝為了爭奪家督之位而引起了「御館之亂」，兵敗在鮫尾城自盡，得年26歲。

## 家庭
- 元配：北條幻庵之女，締結越相同盟時離婚，改嫁北條氏光。
- 繼妻：清圓院，長尾政景之女
  - 長子：上杉道滿丸，御館之亂，以質子做為談和條件，與上杉憲政前往春日山城途中，被景勝軍武士襲擊身亡。野史說為市河家所救，以「市河照虎」之名隱居於北信濃。
  - 次子：名不詳，戒名源桃童子
  - 女：名不詳，戒名還郷童女
- 側室：妙德院，遠山康光之女
  - 庶女：名不詳

## 近年的研究
- 研究觀點認為上杉謙信有意將象徵山內上杉家的關東管領由上杉景虎繼承，象徵越後上杉家的越後守護由上杉景勝繼承。

- 近年以來，「北條氏秀」和「上杉景虎」是不同人已成固定的說法。上杉景虎前往越後之時，北條氏秀正在江戶，氏秀被認為是北條綱成的次男。目前也未發現可証明上杉景虎曾名為北條氏秀的明確史料。因此，現在一般皆使用「北條三郎」而不用「北條氏秀」來表記北條時代的景虎。